# Клязника, Владимир Егорович
Владимир Егорович Клязника (25 октября 1914, Прилукский уезд, Полтавская губерния — 25 сентября 1976, Симферополь) — советский партийный деятель, журналист, секретарь Станиславского и Крымского областных комитетов КПУ, главный редактор газеты «Крымская правда».

## Биография
Родился в 25 октября 1914 года на хуторе Егоровский Прилуцкого уезда Черниговской губернии в крестьянской семье. С 1926 по 1928 год воспитывался в детской колонии, учился столярному делу. В 1928—1934 годах работал на Прилуцкой мебельной фабрики, мастер-столяр деревообрабатывающего комбината. Окончил вечернее отделение рабфак Нежинского педагогического института.
В 1934—1940 годах — пропагандист Прилуцкого районного комитета ЛКСМУ. Служил в РККА. заведующий отделом пропаганды и агитации Прилуцкого районного комитета ЛКСМУ Черниговской области. Член ВКП (б) с 1939 года. В 1941 году окончил заочно Высшую партийную школу при ЦК ВКП(б).
В 1941—1943 годах — заведующий отделом Карагандинского городского комитета КП(б) Казахстана. 2-й секретарь Ленинского районного комитета КП(б) Казахстана города Караганды. С 1943 (утвержден в июне 1944) по 1945 годах заместитель заведующего отделом пропаганды и агитации Ворошиловградского областного комитета КПУ. В 1945—1948 годах — заместитель заведующего отделом пропаганды и агитации Станиславского областного комитета КП(б)У. В январе 1948 — 18 сентября 1951 года — секретарь Станиславского областного комитета КП(б) у по пропаганде и агитации. В сентябре 1951 — апреле 1954 года — инспектор ЦК КП(б)У.
10 марта 1954 — 6 октября 1956 года — секретарь Крымского областного комитета КПУ по пропаганде.
После передачи Крымской области из РСФСР в УССР обеспечивал политику мягкой украинизации. Из доклада секретаря обкома В. Е. Клязники 1956 года: «Необходимо, чтобы наша пресса — областные, городские, районные газеты — больше внимания уделяла освещению жизни нашей республики [УССР], помогала бы трудящимся [Крымской] области устанавливать тесную связь с рабочими, колхозниками, механизаторами сельского хозяйства, деятелями науки и культуры, с передовыми предприятиями, колхозами Украины, широко рассказать на своих страницах об их жизни и трудовые подвиги. Необходимо широко практиковать поездки в области, города, колхозы, МТС, совхозы, на предприятия республики для обмена опытом и перенос лучших методов труда в свою работу»
На пленуме обкома 6 сентября 1962 уже как редактор газеты Крымская правда В. Е. Клязника вернулся к украинской проблематике : «Я считаю, что в нашей области неудовлетворительно пропагандируется украинская литература. Мы — молодая область Украины. Но область, которая всеми своими историческими корнями была связана с Украиной… …Почему бы нашему телевидении не практиковать показ концертов украинской песни, музыки, танца. Я считаю, что это правильно, и нам надо украинское искусство пропагандировать. У нас маленький тираж газет, выходящих на украинском языке: „Крымского комсомольца“ и „Крымской правды“, и он не осваивается. Это недопустимо».
С 1956 по март 1965 годах — главный редактор газеты «Крымская правда». В 1965—1972 годах — начальник управления по вопросам прессы. В 1972 — 27 марта 1974 года — начальник управления по делам издательств, полиграфии и книжной торговли исполнительного комитета Крымского областного совета депутатов трудящихся.
Депутат Крымского областного совета депутатов трудящихся нескольких созывов.
С марта 1974 года — персональный пенсионер. Умер в Симферополе 25 сентября 1976 года.

## Награды
- орден «Знак Почета» (23.01.1948)
- орден Трудового Красного Знамени (26.02.1958)